# Taku Takeuchi
Taku Takeuchi –en japonés, 竹内択, Takeuchi Taku– (Iiyama, 20 de mayo de 1987) es un deportista japonés que compite en salto en esquí. 
Participó en tres Juegos Olímpicos de Invierno, obteniendo una medalla de bronce en Sochi 2014, en la prueba de trampolín grande por equipos (junto con Reruhi Shimizu, Daiki Ito y Noriaki Kasai), el quinto lugar en Vancouver 2010 y el sexto en Pyeongchang 2018, en la misma prueba.
Ganó tres medallas en el Campeonato Mundial de Esquí Nórdico entre los años 2013 y 2017.

## Palmarés internacional
| Juegos Olímpicos   | Juegos Olímpicos       | Juegos Olímpicos  | Juegos Olímpicos |
| Año                | Lugar                  | Medalla           | Prueba           |
| ------------------ | ---------------------- | ----------------- | ---------------- |
| 2014               | Sochi (Rusia)          | Medalla de bronce | TG por equipos   |
| Campeonato Mundial |                        |                   |                  |
| Año                | Lugar                  | Medalla           | Prueba           |
| 2013               | Val di Fiemme (Italia) | Medalla de oro    | TN equipo mixto  |
| 2015               | Falun (Suecia)         | Medalla de bronce | TN equipo mixto  |
| 2017               | Lahti (Finlandia)      | Medalla de bronce | TN equipo mixto  |